# 오픈도큐먼트
개방형문서 형식(開放形文書 形式, 영어: Open Document Format for Office Applications, ODF) 또는 단순히 오픈다큐먼트(영어: OpenDocument, OD)는 스프레드시트, 차트, 프레젠테이션, 데이터베이스, 워드 프로세서를 비롯한 사무용 전자 문서를 위한 파일 형식이다.
이 형식은 원래 오픈오피스에서 만들고 구현한 XML 파일 형식을 바탕으로, OASIS(Organization for the Advancement of Structured Information Standards) 컨소시엄이 표준화하였다. 2006년에는 국제 표준화 기구 및 국제 전기 표준 회의의 인증을 받아 ISO/IEC 26300:2006으로 발표되었다. 오픈도큐먼트 표준은 개방형 표준의 정의에 부합하며, 누구나 자유롭게 표준을 열람하고 구현할 수 있다.

## 개요
오픈도큐먼트 문서들이 보편적으로 사용하는 파일 확장자는 다음과 같다.
- .odt : 워드 프로세서 (텍스트) 문서
- .ods : 스프레드시트
- .odp : 프레젠테이션
- .odb : 데이터베이스
- .odg : 그래픽 (도형)
- .odf : 수식

기본적인 오픈도큐먼트 문서는 최상위 요소가 <office:document>인 XML 문서이며, 그림과 같은 다른 파일들이 포함된 경우에는 ZIP 형식으로 하나의 파일로 압축할 수도 있다. 오픈도큐먼트는 내용과 스타일, 메타데이터, 프로그램 설정 등을 네 개의 XML 파일에 분리하여 저장함으로써 작업의 분리(SoC)를 구현한다.

## 구성
ODF는 하나의 XML 문서로도 표현이 가능하지만, 일반적으로 여러개의 XML 문서와 그림과 같은 이진 파일을 하나의 zip 컨테이너 안에 묶는 형태이다. ODF 파일의 구성은 다음과 같다.
- mimetype

문서의 MIME 타입을 기술한다.
- meta.xml

문서의 메타데이터를 포함한다.
- content.xml

문서의 실제 내용을 담고 있는 파일이다.
- styles.xml

문서에 사용되는 스타일을 담고 있는 파일이다.
- Pictures (폴더)

문서에서 사용하는 그림 파일을 담고 있는 폴더이다. 문서에서 그림을 참조할 때는 XLink 표준을 사용한다.

## 표준화
오픈도큐먼트의 표준은 OASIS 컨소시엄 산하 기술위원회(Technical Committee; TC)가 제정하였다. ODF-TC에는 많은 업체들과 개인이 동등한 자격으로 참가하고 있으며, 많은 오피스 프로그램과 관련 문서 시스템의 개발자들이 표준화 작업을 진행하고 있다.
- 2002년 12월 16일 : ODF-TC의 첫 번째 공식 회의, 표준에 대한 논의
- 2005년 5월 11일 : 오픈도큐먼트를 OASIS 표준으로 승인
- 2005년 11월 16일 : OASIS에서 ODF 스펙을 ISO/IEC JTC1(Joint Technical Committee 1)에 제출(공개 활용 규격(PAS)에 의거).
- 2006년 5월 3일 : JTC1의 DIS 투표 결과 만장일치로 오픈도큐먼트 승인[3]. ISO/IEC 26300:2006[4]
- 2006년 11월 30일 : 기록된 모든 투표 의견에 응답한 뒤 오픈도큐먼트 국제 표준은 ISO에 출판하여 2006년 11월 30일에 공식 출판되었다.
- 2007년 2월 26일 : 이탈리아 표준 재정 기구 UNI,오픈도큐먼트 채택
- 2007년 8월 14일 : 대한민국 산업자원부 기술표준원, KS 규격화 (KSXISOIEC26300) "오픈도큐먼트양식"[5]

## 지원하는 프로그램

### 응용 프로그램
많은 자유, 독점 응용 프로그램들이 오픈도큐먼트를 지원하고 있다. 그 중에 두드러진 오피스군으로는 다음과 같은 것들이 있다.
- 자유 소프트웨어
  - 리브레오피스
  - 오픈오피스
  - 구글 오피스(Google Docs)
  - KOffice(KDE)
  - 애비워드
- 상용 소프트웨어

  - IBM 로터스 심포니
  - 마이크로소프트 오피스 2013/2010/2007 SP2
  - 네오오피스
  - 워드패드 (Windows 7 이상) 부분 지원
  - 한컴오피스 2014/2010
  - 폴라리스 오피스 2015

ODF 표준의 구현 방식이 굉장히 다양하기 때문에, 실제 구현 수준과 완성도도 프로그램에 따라 다르다. 따라서 정보 처리 상호 운용 테스트가 필요하다. 오픈도큐먼트 협회에서는 다양한 구현 방식에 따른 테스트와 점수를 공개하고 있다.
오픈도큐먼트 재단과 협력 단체들은 마이크로소프트 社의 제품에서도 오픈도큐먼트를 사용할 수 있는 플러그인과 필터를 개발한다고 밝혔다.
마이크로소프트 오피스는 오픈도큐먼트를 지원하지 않지만, 오픈도큐먼트와 오피스 오픈 XML 변환기
를 통해 형식을 바꿀 수 있다. 이 프로젝트의 결과로 소스포지의 ODF add-in for Word 프로젝트는 마이크로소프트로부터 자금을 지원 받았으며, 이 프로젝트의 목적은 BSD 라이선스 하에서 마이크로소프트 오피스를 자유롭게 사용할 수 있도록 하는 것이다. 2007년 초반에 마이크로소프트 워드를 위한 version 1.0 을 내놓았으며, 2007년 후반에 엑셀과 파워포인트를 위한 버전을 내놓을 계획이다. 또한 선(Sun) 社에서도 마이크로소프트 오피스 2000, XP, 2003 을 위한 오픈도큐먼트 플러그인을 내놓았다.

## 사용 허가
오픈도큐먼트 규격은 자유롭게 다운로드하여 사용할 수 있다.
주요 기여자인 썬 마이크로시스템즈 사는 취소불가한 지적 재산 조항 을 만들어 오픈도큐먼트 규격을 이용한 모든 제품에 대해 미국 및 외국 특허권을 행사하지 않을 것임을 밝혔다. 하지만 이 조항은 오픈도큐먼트를 이용한 제품이 다른 특허나 지적재산권을 침해하는 것에 대해서는 보증하지 않는다. 이 조항은 썬 사가 참여한 오픈도큐먼트 규격 버전에 한정되어 적용된다.

## 채택 국가
대한민국 정부는 OpenDocument를 2007년 한국 산업 표준인 KS X ISO/IEC 26300으로 채택하였다. 그러나 여전히 공공 문서는 .hwp 포맷과 형식으로 만들어지고 배포된다. 이러한 것에 대한 법률적인 규제가 2007년 이후로 만들어지지 않았으며, 한컴오피스 2010부터 개방형 문서를 지원하기 시작했다. 나머지 국가들의 지원 현황은 다음과 같다.

### 국제 수준
- NATO

### 국가 수준

#### 아프리카
- 남아프리카 공화국

#### 아시아
- 대한민국
- 일본
- 말레이시아
- 인도

#### 유럽
- 벨기에
- 크로아티아
- 덴마크
- 프랑스
- 독일
- 헝가리
- 이탈리아
- 네덜란드
- 노르웨이
- 폴란드
- 러시아
- 슬로바키아
- 스위스
- 영국

#### 남미
- 브라질
- 우루과이
- 베네수엘라

#### 준국가 수준
- 스페인 안달루시아 지방
- 스페인 에스트레마두라 지방
- 인도 아삼 주
- 중국 홍콩
- 독일 뮌헨
- 브라질 파라나 주
- 아르헨티나 미시오네스 주
- 미국 매사추세츠주

## 같이 보기
- 오픈 오피스
- OpenXML
- 오피스 오픈 XML

## 참고 자료
1. ↑  “ISO/IEC 26300:2006 정보 기술 -- 오피스 프로그램을 위한 개방형 문서 형식(오픈도큐먼트) v1.0”. 국제 표준화 기구.
2. ↑  김정규 (2006년 7월 27일). “OpenDocument vs. OpenXML”. 2007년 2월 8일에 원본 문서에서 보존된 문서.
3. ↑  ISO/IEC SC34 Secretariat (2006년 6월 13일). “ISO/IEC 26300 에 관한 DIS 투표 요약 - 오피스 프로그램의 개방형 문서 형식(오픈도큐먼트) v1.0”. 《ISO/IEC JTC 1/SC 34 Document Repository》.
4. ↑  “ISO/IEC에서 승인된 오피스 프로그램의 데이터 정보 처리 상호 운용에 관한 오픈도큐먼트 OASIS 표준”. 《ISO 기사》. ISO. 2006년 5월 8일. 2006년 5월 19일에 원본 문서에서 보존된 문서. 2006년 8월 24일에 확인함.
5. ↑  ODF `오피스 문서` KS로 제정 [디지털시대 경제신문 디지털타임스]
6. ↑  “오픈도큐먼트 형식을 지원하는 응용 프로그램”. 오픈도큐먼트 협회. 2006년 12월 5일에 원본 문서에서 보존된 문서. 2006년 12월 5일에 확인함.
7. ↑  “오픈도큐먼트 재단, MS 제품용 오픈도큐먼트 플러그인 개발”. Groklaw. 2006년 5월 4일. 2013년 9월 4일에 원본 문서에서 보존된 문서. 2007년 7월 22일에 확인함.
8. ↑  “드디어「MS 오피스와 오픈도큐먼트 파일 호환」가능성 열리다”. CNet. 2006년 5월 7일.
9. ↑  “Microsoft Expands Document Interoperability”. 마이크로소프트. 2006년 7월 5일. 2007년 2월 4일에 원본 문서에서 보존된 문서. 2007년 7월 22일에 확인함.
10. ↑  “썬, MS 오피스용으로 ODF와의 컨버터 제공”. ZDNET Korea. 2007년 2월 9일. |출판사=에 외부 링크가 있음 (도움말)
11. ↑  썬 마이크로시스템즈 社. “썬 오픈도큐먼트 특허 조항”. 《OASIS Open Document Format for Office Applications (OpenDocument) TC》. OASIS foundation.